# Nedjeljom lagano
Nedjeljom lagano je bila zabavna-sportska emisija koja se emitirala na HRT-u 2 svake nedjelje tijekom poslijepodneva (od 16h).

## O emisiji
U zabavno-sportskoj emisiji Mila (kasnije Uršula) i Duško su ugostili protagoniste domaće sportske i društvene scene u ležernoj nedjeljnoj atmosferi posvećenoj sportu ali i drugim zanimljivim temama. Uključenja i reportaže iz svijeta sporta i zanimljivi gosti u studiju izmjenjivali su se s nastupima perjanica hrvatske glazbene scene koji su u domove cijeloj obitelji donijele ponajbolje izvođače i pjesme u posebnim izvedbama uživo.

## Vanjske poveznice
- Nedjeljom lagano u internetskoj bazi filmova IMDb-a